# Hydraena peru
Hydraena peru är en skalbaggsart som beskrevs av Perkins 1980. Hydraena peru ingår i släktet Hydraena och familjen vattenbrynsbaggar. Inga underarter finns listade i Catalogue of Life.